# Nimbou
Nimbou est une localité du Burkina Faso, située dans le département de Thiou,  la province du Yatenga et la région du Nord, à proximité de la frontière avec le Mali, à une quinzaine de kilomètres de Thiou. 

## Population
Lors du recensement de 2006, on y a dénombré 1 425 habitants. 

## Économie
Nimbou abrite un site d'orpaillage. En novembre 2008, un éboulement y a fait trois morts et trois blessés.